# Marcus Loew
Marcus Loew (ur. 7 maja 1870 w Nowym Jorku, zm. 5 września 1927 w Glen Cove, Long Island, Stany Zjednoczone) – amerykański magnat finansowy i pionier przemysłu filmowego, twórca Loews Theatres i Metro-Goldwyn-Mayer pochodzenia żydowskiego.

## Życiorys
Urodzony w biednej żydowskiej rodzinie w Nowym Jorku został zmuszony przez okoliczności do pracy w bardzo młodym wieku i przez to miał kiepską formalną edukację. Zaczął od niewielkich inwestycji, co uchroniło go od podejmowania podrzędnych prac. Wkrótce, w spółce z innymi (jednym z nich był Adolph Zukor), Loew nabył nickelodeon i po pewnym czasie przekształcił Loews Theatres w największą sieć filmową w USA.
Od 1905 Marcus Loew usamodzielnił się, a odniesiony sukces w końcu wymagał zapewnienia strumienia produktów dla jego teatrów. W 1904 założył People's Vaudeville Company – sieć teatrów, w których lansował pokazy filmowe jak również pokazy varieté. W 1910 przedsiębiorstwo znacznie rozrosło się i zostało nazwane Loew's Consolidated Enterprises. Jego wspólnikami byli Adolph Zukor, Joseph Schenck i Nicholas Schenck. W 1919 Loew zreorganizował przedsiębiorstwo pod nazwą Loew, Inc.. Na początku lat dwudziestych Loew nabył Metro Pictures Corporation. Kilka lat później przejął kontrolę nad przeżywającym kłopoty finansowe Goldwyn Picture Corporation, które było kierowane przez teatralnego impresario Lee Shuberta. Goldwyn Picture posiadał znak towarowy lwa. Bez Samuela Goldwyna studiu Goldwyn brakowało skutecznego kierownika. Ze swym asystentem Nicholasem Schenckiem, potrzebnym w Nowym Jorku by wesprzeć zarządzanie na Wschodnim Wybrzeżu, Loew musiał znaleźć wykwalifikowanego kierownika, który mógłby zaopiekować się tą nową jednostką w Los Angeles.
W kwietniu 1924 Loew rozwiązał ten problem kupując przedsiębiorstwa produkcji filmów Louisa B. Mayera. Nowa konglomeracja stała się znana jako Metro-Goldwyn-Mayer. Zgodnie z umową Mayer został szefem trzech połączonych studiów Hollywood, a asystent Mayera Irving Thalberg zajął się produkcją filmów. Przyniosło to też kontrakty Mayer Pictures z kluczowymi reżyserami takimi jak Fred Niblo, John M. Stahl i z aktorką Normą Shearer.
Marcus Loew nie doczekał świetności MGM. Zmarł trzy lata później na atak serca w wieku pięćdziesięciu siedmiu lat w Glen Cove na Long Island. Został pochowany na Cmentarzu Maimonides na Brooklynie.
Ze względu na znaczący wkład w rozwój przemysłu filmowego Marcus Loew ma gwiazdę w Hollywoodzkiej Alei Sław. Do dziś nazwa Loew jest synonimem kina.